# Typophyllum laciniosum
Typophyllum laciniosum är en insektsart som beskrevs av Vignon 1927. Typophyllum laciniosum ingår i släktet Typophyllum och familjen vårtbitare. Inga underarter finns listade i Catalogue of Life.